# Taringa pinoi
Taringa pinoi is een slakkensoort uit de familie van de Discodorididae. De wetenschappelijke naam van de soort is voor het eerst geldig gepubliceerd in 1985 door Perrone.